# Paul Gammal Ehrenkrona
Paul Gammal Ehrenkrona, född 23 november 1700, död 21 december 1777 i Stockholm, var en svensk ämbetsman och riksdagsledamot.

## Biografi
Paul Gammal Ehrenkrona var son till Erik Gammal Ehrenkrona. Han blev student vid Uppsala universitet 1715 och inträdde därefter som extraordinarie kanslist i Kanslikollegium 1719. 1729 blev Gammal Ehrenkrona kanslist i braunschweigska kongressen vilken dock aldrig kom att bildas, men han tjänstgjorde en tid som sekreterare åt Mauritz Vellingk och han kvarstannade i Tyskland under två år och Helmstedts universitet samt företog studieresor i landet. 1725 blev Gammal Eherenkrona kopist i Kanslikollegium och 1726 kanslist i Utrikesexpeditionen. 1730 utnämndes han till kommissionssekreterare i Berlin och blev 1738 hovråd och minister vid polska och sachsiska hoven i Dresden 1738. Han blev rappellerad 1741. 1766 erhöll Gammal Ehrenkrona kansliråds fullmakt och blev samma år statssekreterare vid Inrikes civilexpeditionen.
Han var ledamot av ridderskapet och adeln vid riksdagarna 1723, 1726, 1740, 1742-1743, 1746, 1751-1752, 1755, 1760, 1765, 1769 och 1771. Vid 1765 års riksdag var han ledamot av sekreta deputationen. 1759 blev han riddare av Nordstjärneorden.